# Libnotes punctatinervis
Libnotes punctatinervis är en tvåvingeart som beskrevs av Edwards 1928. Libnotes punctatinervis ingår i släktet Libnotes och familjen småharkrankar. Inga underarter finns listade i Catalogue of Life.